# アレック・ジェフリーズ

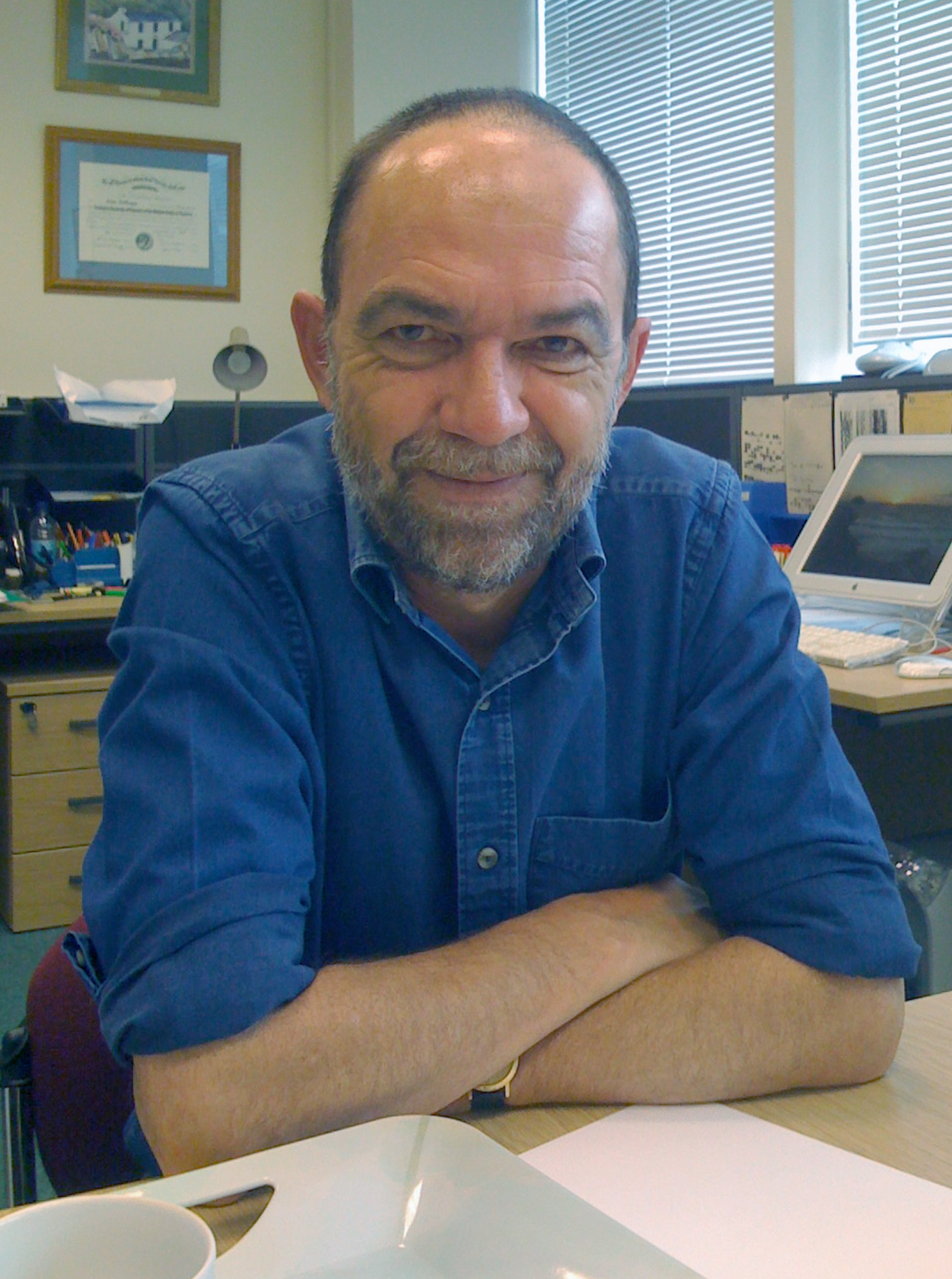
アレック・ジェフリーズ（2009年）

アレック・ジェフリーズ（Alec John Jeffreys、1950年1月9日 - ）はイギリスの遺伝学者。レスター大学教授。ルートン生まれ。オックスフォード大学で博士号を取得。DNA型鑑定の元となるDNAフィンガープリント法の開発で知られる。1986年王立協会フェロー選出。

## 受賞歴
- 1987年 - デービーメダル、メンデル・メダル
- 1994年 - リンネ・メダル
- 1996年 - アルベルト・アインシュタイン世界科学賞
- 2004年 - ロイヤル・メダル、ルイ＝ジャンテ医学賞
- 2005年 - ラスカー・ドゥベーキー臨床医学研究賞
- 2006年 - トムソン・ロイター引用栄誉賞、ハイネケン賞
- 2008年 - ミレニアム技術賞
- 2010年 - クルーニアン・メダル
- 2014年 - コプリ・メダル

## 参照
- Professor Sir Alec J. Jeffreys
- Genetics at Leiceste